# Eva Priester
Eva Priester (* 15. Juli 1910 in Sankt Petersburg; † 15. August 1982 in Moskau) war eine österreichische kommunistische Journalistin und Autorin.

## Leben
Eva Priester wurde am 15. Juli 1910 als Eva Beatrice Feinstein in Sankt Petersburg geboren und wuchs in Vilnius, Warschau und Königsberg auf. Ihr Vater Salomon Feinstein war Elektroingenieur, die Mutter Ljuba geb. Wolpe hatte in Paris ein Studium absolviert. Ihre Familie, die den Wirren des Bürgerkrieges entgehen wollte, emigrierte 1921 nach Berlin.
In Berlin bekam Eva Feinstein zunächst Privatunterricht. Danach besuchte sie eine Oberrealschule (das Cecilien-Lyzeum). Noch vor ihrem Abitur verließ sie mit achtzehn Jahren die Schule und wurde Volontärin in der Lokalredaktion des Berliner Tageblatts sowie Gerichtsberichterstatterin. Hier lernte sie den Wirtschaftsredakteur und Juristen Hans Erich Priester kennen, mit dem sie sechs Jahre verheiratet war.
Sie wurde Mitglied der Sozialdemokratischen Partei Deutschlands (SPD), aus der sie 1931 ausschied, und trat in die Sozialistische Arbeiterpartei Deutschlands (SAPD) ein, einer linken Abspaltung der SPD. Noch im März 1933 wurde sie Mitglied der Kommunistischen Partei Deutschlands (KPD), anschließend des Hochverrats bezichtigt und von März bis Dezember 1933 in Untersuchungs- und „Schutzhaft“ genommen. 1935/36 gelang ihr die Flucht über Prag nach Wien, wo sie für eine illegale Zeitung arbeitete und Mitglied der Kommunistischen Partei Österreichs (KPÖ) wurde. Über das British Committee for Refugees from Czechoslovakia, das eine englische Zeitung als Reaktion auf das Münchner Abkommen als Hilfsfonds gegründet hatte, erhielt Eva Priester 1939 eine Einreisemöglichkeit nach Großbritannien. Von diesem Committee erhielt sie auch finanzielle Unterstützung.
Eva Priester schloss sich der Jugendgruppe Young Austria in Great Britain des 1939 gegründeten Austrian Centre (AC) und dem AC an. Als Journalistin widmete sie ihre Tätigkeit beim Organ des AC, dem Zeitspiegel, im Sinne der Forderung der KPÖ für die Wiederherstellung eines freien, unabhängigen Österreich. 1941 wurde sie interimistisch Chefredakteurin des Zeitspiegel und verfasste nebenbei Lyrik und Stücke für das Londoner Exiltheater.
1946 verließ Eva Priester Großbritannien und ging nach Wien, um als Journalistin in der kommunistischen Presse zu arbeiten. Sie wurde Chefredakteurin der Woche, ein Wochenblatt, das im Herbst 1945 von der KPÖ gegründet worden war. 1949 wechselte sie nach der Einstellung der Woche zum KPÖ-Zentralorgan Österreichische Volksstimme, wo sie bis zu ihrer Pensionierung im Jahr 1975 hauptberuflich und anschließend bis zu ihrem Tod freiberuflich tätig war.
Eva Priester erkrankte 1982. Nach eingetretener Besserung trat Eva Priester im Sommer desselben Jahres einen Kuraufenthalt in der Sowjetunion an. Sie starb in Moskau am 15. August 1982.

## Publikationen
Eva Priester begann 1943 im Britischen Museum in London mit der Arbeit an ihrer Kurzen Geschichte Österreichs, in der der Nachweis der relativen Eigenständigkeit Österreichs geführt wurde.
Der erste Band der Kurzen Geschichte Österreichs erschien 1946 im Globus-Verlag und behandelt die Entwicklung Österreichs von der Völkerwanderung bis ins 17. Jahrhundert. Den zweiten Band, mit dem Untertitel „Aufstieg und Untergang des Habsburgerreiches“, überarbeitete sie in Österreich, so dass 1949 ein über 600-seitiges Buch verlegt werden konnte. Damit legte sie die erste, historisch-materialistische Abhandlung der österreichischen Geschichte vor. Eva Priester veröffentlichte Broschüren über den Koreakrieg (1950), über den Volksaufstand in Ungarn und ein Buch über den Algerienkrieg (1959). 1955 publizierte sie mit ihrem Buch Vom Baume der Freiheit sechs historische Erzählungen.
- Austria - gateway to Germany. Free Austrian Books, London 1943.
- mit Albert Fuchs, Jaro Klüger, Hilde Mareiner, Franz West, u. a.: Kleines Magazin. Free Austrian Books, London 1943.
- mit Ernst Sommer u. a.: Mai-Magazin. Free Austrian Books, London 1943.
- mit Ernst Karl Winter u. a.: Österreicher, die Geschichte machten. Free Austrian Movement, London 1944.

## Auszeichnungen
- 1971 Berufstitel Professor vom Ministerium für Unterricht und Kunst – unter besonderer Bezugnahme auf ihre Kurze Geschichte Österreichs.